# Ousmane N’Doye
Ousmane N’Doye, mais conhecido por N’Doye (Thiès, 21 de Março de 1978) é um futebolista senegalês que joga no Dinamo Bucureşti do campeonato romeno de futebol.

## Carreira
Em Portugal actua pelo FC Penafiel, o Grupo Desportivo Estoril Praia e na Associação Académica de Coimbra, na primeira liga (bwinLiga) portuguesa (na época 2007-2008), actuando preferencialmente a médio defensivo.